# Utrata masy ciała
Utrata masy ciała – często występujący objaw przedmiotowy spowodowany niedostatecznym spożyciem kalorii lub zwiększonym ich zużyciem. Przyczyn utraty masy ciała jest wiele, a do najważniejszych należą leki, starzenie się, choroby zakaźne, neurologiczne, endokrynologiczne, układu pokarmowego, oddechowego, krążenia oraz nowotwory.  